# Estreito (Maranhão)
Estreito est une municipalité brésilienne située dans l'État du Maranhão.